# Enačba stanja
Enáčba stánja v fiziki in termodinamiki podaja zvezo med temperaturo, tlakom in prostornino za dano snov ali zmes snovi. Ena najpreprostejših enačb stanja je splošna plinska enačba, ki navzlic svoji preprostosti razmeroma dobro velja za pline pri nizkih tlakih in visokih temperaturah, odpove pa v območju visokih tlakov in nizkih temperatur.
Navzlic svojim pomanjkljivostim se splošna plinska enačba uporablja na številnih področjih fizike in tehnike. Zaradi preproste oblike omogoča enostavno rešitev številnih problemov, če lahko privzamemo, da se sistem obnaša kot idealni plin. Rešitve postanejo bolj zapletene in manj pregledne, če je potrebno upoštevati katero od natančnejših enačb stanja.
Splošno plinsko enačbo je moč izpeljati z orodji statistične mehanike, če upoštevamo, da plin sestavlja zelo veliko število molekul, med katerimi ne delujejo privlačne ali odbojne sile. V realnih plinih molekule med seboj interagirajo podobno kot v kapljevinah.
Glavna pomanjkljivost splošne plinske enačbe je, da ne napoveduje kapljevinske faze. Večina ostalih enačb to odpravlja. Praviloma so to enačbe tretjega reda v prostornini, ki imajo enega ali tri realne korene. Kadar je koren en sam, nimamo opravka s kapljevinsko fazo, dobljena rešitev pa ustreza kar prostornini plina. Kadar so rešitve tri, ustreza najvišja vrednost prostornini plinaste faze, najnižja pa prostornini kapljevinaste faze, medtem ko je vmesna rešitev artefakt brez fizikalne vsebine.

## Zgledi enačb stanja
V vseh enačbah stanja uporabljamo naslednje oznake za termodinamske spremenljivke:
{\displaystyle p} ... tlak
{\displaystyle V_{m}} ... molska prostornina; prostornina enega mola kapljevinske ali plinaste faze
{\displaystyle T} ... absolutna temperatura
Načeloma lahko uporabimo kakršenkoli konsistenten sistem enot, priporočljiv pa je mednarodni sistem enot.

### Splošna plinska enačba
{\displaystyle pV_{m}=RT\!\,.}
Pri tem je R splošna plinska konstanta.

### Van der Waalsova enačba
Van der Waalsova enačba, predlagana leta 1873, je prva ponudila znatno boljši opis od splošne plinske enačbe. 
{\displaystyle \left(P+{\frac {a}{V_{m}^{2}}}\right)\left(V_{m}-b\right)=RT\!\,.}
Pri tem so a, b in R snovne konstante, ki jih lahko izračunamo iz kritičnih lastnosti:
{\displaystyle a=3p_{k}V_{k}^{2}\!\,}
{\displaystyle b={\frac {V_{k}}{3}}\!\,}
{\displaystyle R={\frac {8p_{k}V_{k}}{3T_{k}}}\!\,.}
Parameter a se imenuje privlačnostni, parameter b pa odbojnostni parameter ali efektivna molska prostornina. Čeprav ponuja van der Waalsova enačba bistveno boljši opis sistema od splošne plinske enačbe in napove kapljevinsko fazo, pa je ujemanje z eksperimentalnimi vrednostmi omejeno, posebej v območju na meji med fazama. Iz zgodovinskih razlogov van der Waalsove enačba ostaja kot zgled v učbenikih fizike, v praksi pa se ne uporablja več, saj novejše enačbe ob neznatno večji zapletenosti ponujajo dosti boljšo natančnost.